# Les nuits romantiques du Lac du Bourget
Las Noches romanticas de Aix-les-Bains Riviera des Alpes (antes Las Noches románticas del Lago Bourget) es un festival de música que se desarrolla en la región de Saboya, Francia, particularmente en la ciudad de Aix-les-Bains y en ciertos municipios aledaños. Tiene lugar cada año entre septiembre y octubre. Fue fundado en 1995 por la asociación Musique Passion bajo la dirección de Michel Daudin. La ciudad de Aix-les-Bains ha sostenido por su parte, desde entonces, el festival.

## Datos históricos
Desde 2011, el festival es organizado por un grupo dirigido por Nemanja Radulović que da lugar a que se proyecten al público, año con año, a 4 jóvenes europeos con talento para la música clásica. Para su vigésimo aniversario en 2015, el festival fue consagrado al compositor Dmitri Shostakóvich.
En 2017, las Noches Románticas celebraronn el 120.º aniversario de la creación francesa (el 10 de septiembre de 1897 en el Teatro del Casino Grande de Aix-les-Bains) de la ópera "Tristán e Isolda", proponiéndose un programa en torno a Richard Wagner. En esa ocasión, la Filarmónica de Baden-Baden se presentó por primera vez en la ciudad de los baños termales francesa.
El evento en la región fue originalmente preparado como un homenaje a Alphonse de Lamartine. El poeta radicó y fue influenciado en y por la región del  Lago Bourget, en donde escribió uno de sus más célebres poemas: Le Lac en 1820. Las ciudades involucradas en el Festival en el departamento de Saboya se integraron a este proyecto cultural al presentar la primera edición en 1995.
El Festival se ha desarrollado en tres comunas, en las cuales Aix-les-Bains actuó como ciudad centro. Los principales lugares implicados fueron el centro de los Congresos (Aix-les-Bains), el teatro del Casino (Aix-les-Bains), la Abadía de Hautecombe, (Saint-Pierre-de-Curtille), el castillo de Caramagne y el teatro Charles Dullin en (Chambéry).
Artistas

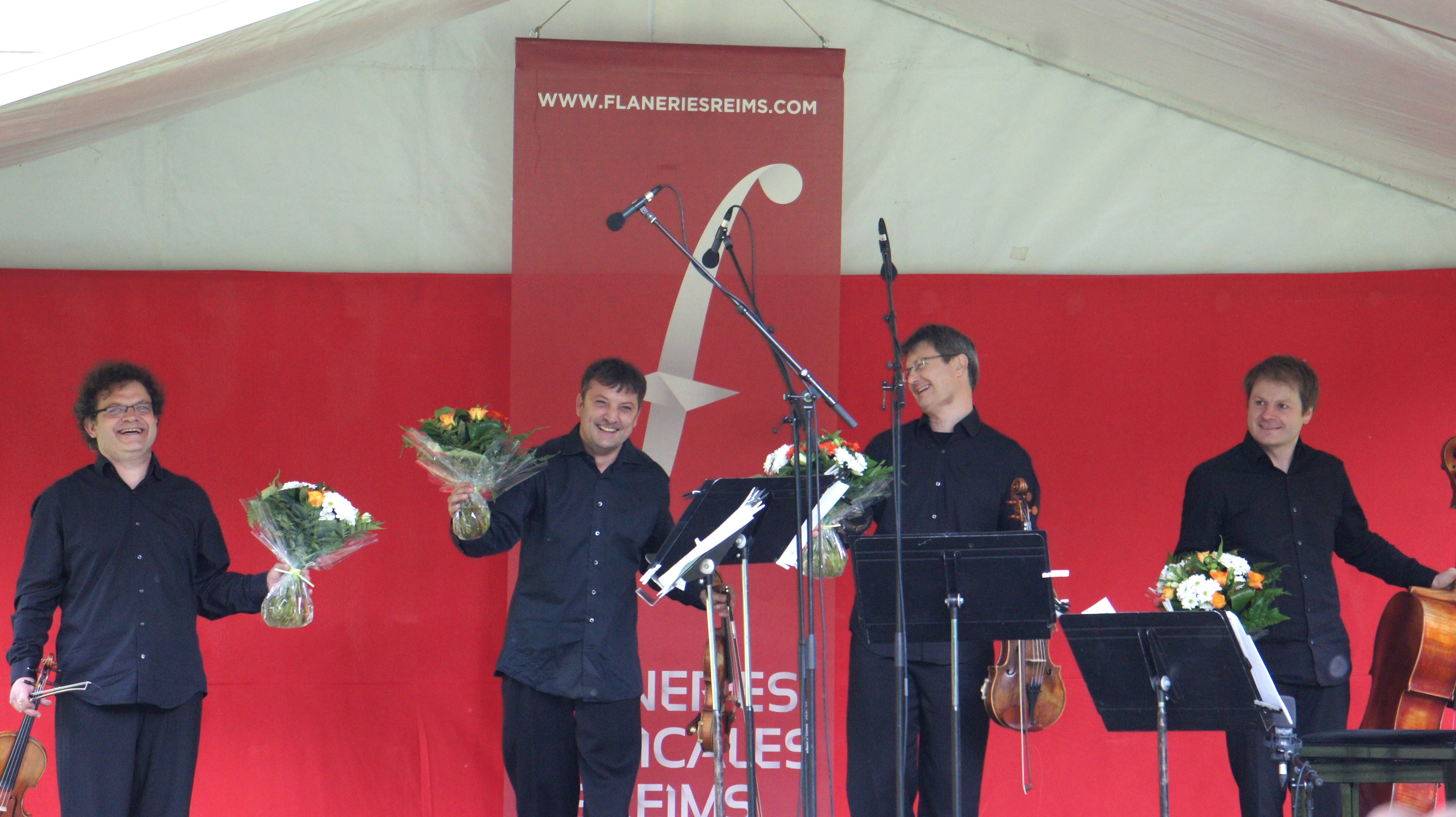
El Cuarteto Debussy en concierto.

La programación en el año de 2015 incluyó a :
- Orquesta sinfónica de Toulon Provenza Mediterráneo
- Cuarteto Debussy
- Silvia Chiesa y Maurizio Blaglini
- Sinfoneta de Hong Kong

## Programa
En 2018, el festival se realizará en torno a la obra del compositor noruego Edvard Grieg. En 2019, se rendirá homenaje a Hector Berlioz en ocasión del 150.º aniversario de su desaparición.